# Unité d’habitation de Briey
Die Unité d’habitation de Briey, auch Cité radieuse de Briey genannt, ist eine der fünf realisierten Wohneinheiten (Unité d’habitation) von Le Corbusier. Briey ist eine Kleinstadt in Lothringen im Département Meurthe-et-Moselle.

## Geschichte
Nach dem Zweiten Weltkrieg nahm die Produktion der Stahlwerke in Lothringen zu und damit die Arbeiterschaft. Um Wohnraum für sie bereitzustellen, beschlossen die staatlichen Stellen, neue Sozialwohnungen (französisch HLM (Habitation à loyer modéré)) in der Nähe der Stahlwerke zu bauen. Der Pariser Architekt Georges-Henri Pingusson wurde mit der Planung beauftragt, der Bürgermeister von Briey Pierre Giry schlug den 44 Gemeinden seines Bezirks vor, ein Sozialwohnungsamt (office public d’HLM) zu gründen. Zunächst war der Ort Homécourt geplant, der näher an den Minen liegt, er wurde aber wegen Bedenken durch Bergschäden nicht gewählt.

### Planung und Bau
Der Architekt schlug vor, zwei Gebäude mit 12 Stockwerken und ein weiteres mit 9 Stockwerken zu errichten. Insgesamt sollten 700 Wohnungen für ca. 3800 Bewohner entstehen. Die „Satelliten-Stadt“ sollte alle Einrichtungen erhalten, die für das tägliche Leben notwendig sind: eine Schule, eine Kirche und ein Einkaufszentrum. Zu diesem Zeitpunkt beteiligte sich auch Le Corbusier an dem Projekt. Man erweiterte es um Einfamilienhäuser, ein Kino, ein Restaurant und Versammlungsräume. Der Bürgermeister von Homécourt überzeugte weitere Bürgermeister der Gegend, aus dem Projekt auszusteigen, es wäre überdimensioniert und am falschen Ort geplant. Dadurch standen weniger finanzielle Mittel zur Verfügung, das Projekt wurde reduziert. Neben dem großen Gebäude entstand ein Einkaufszentrum, die Geschäfte in Briey protestierten, das Zentrum wurde nicht fertiggestellt. 1962 konnte der Wohnblock bezogen werden, mit insgesamt 335 Wohnungen, vom 1-Zimmer Studio bis zu 6-Zimmer-Wohnungen mit Wohnflächen von 42 bis 138 m².

### Niedergang und Renovierung
Ab 1963 begann die Krise der Stahlindustrie in der Region, Arbeitsplätze wurden abgebaut. Für den Wohnblock in Briey bedeutete dies, dass Wohnungen leer standen und manche Bewohner ihre Miete nicht mehr bezahlen konnten. 1966 trat Frankreich aus der NATO aus, dadurch verließen internationale Soldaten die Gegend, weitere Wohnungen standen leer. 1970 beschloss der Staat, die Anlage zu sanieren. Bis 1975 wurden wieder Wohnungen bezogen. Die Wirtschaftskrise ging weiter, 1982 standen 200 Wohnungen leer. Man überlegte, das Gebäude abzureißen, es gab aber sofort Widerstand, da Le Corbusier als Meisterarchitekt anerkannt war. Das Krankenhaus Maillot in Briey übernahm schließlich 52 Wohnungen, um eine Pflegeschule einzurichten. Weitere Wohnungen wurden 1988 an einen privaten Investor aus Thionville verkauft. Neben dem Gebäude wurde ein Kindergarten und eine Grundschule eingerichtet. Im dritten Stock wurde ein großer Saal mit Spielen für Kinder und Jugendliche eingerichtet. Die heutigen Bewohner loben das gute Zusammenleben und das Gemeinschaftsgefühl.

## Die Cité als historisches Monument
1993 wurde das Gebäude als Monument historique unter Denkmalschutz (l’inventaire supplémentaire des Monuments historiques) gestellt.

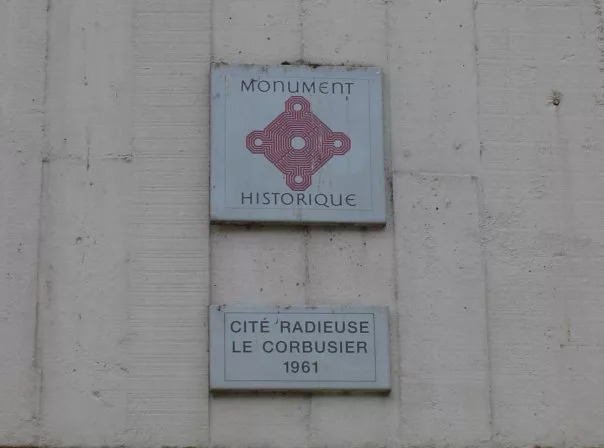
Briey - Cité Radieuse Le Corbusier - Plaque commémorative

Die Cité als lebendiges Denkmal von Le Corbusiers Werk zieht jedes Jahr mehr als 300 internationale Besucher an. Der lokale Verein „La Première Rue“ (Die erste Straße) veranstaltet Führungen und Ausstellungen. Der Name ist eine Anspielung auf das Konzept von Le Corbusier, der die breiten Gänge auf den Etagen als „Dorfstraßen“ plante. Einige Bewohner vermieten Zimmer an Besucher, die das Leben in der Cité kennenlernen wollen. 2024 bereitete der Verein eine Veröffentlichung vor: „De l’utopie corbuséenne au rayonnement contemporain“ (Von der Utopie Corbusiers zur zeitgenössischen Ausstrahlung). Am Fuß des Gebäudes wurde 2022 die „Micro-folie Le Modulor“ (Der Mikro-Wahnsinn Le Modulor, Modulor ist ein Konzept von Le Corbusier) eröffnet, die in Zusammenarbeit mit dem Parc de la Villette (Paris) Ausstellungen für Schulklassen veranstaltet.(1)